# Lasiobelba arabica
Lasiobelba arabica är en kvalsterart som beskrevs av Sandór Mahunka 2000. Lasiobelba arabica ingår i släktet Lasiobelba och familjen Oppiidae. Inga underarter finns listade i Catalogue of Life.